# Журавінець (Нижньосілезьке воєводство)
Журавінець (пол. Żurawiniec, нім. Saarawenze) — село в Польщі, у гміні Менкіня Сьредського повіту Нижньосілезького воєводства.
У 1975-1998 роках село належало до Вроцлавського воєводства.